# Dąbrowa Miętka
Dąbrowa Miętka – wieś w Polsce, położona w województwie łódzkim, w powiecie sieradzkim, w gminie Złoczew.
| SIMC    | Nazwa  | Rodzaj    |
| ------- | ------ | --------- |
| 0722360 | Niwa   | część wsi |
| 0722377 | Struga | część wsi |

W latach 1975–1998 miejscowość administracyjnie należała do województwa sieradzkiego.